# Hirschfeldia incana
Hirschfeldia incana é uma espécie de planta com flor pertencente à família Brassicaceae.
A autoridade científica da espécie é (L.) Lagr.-Foss., tendo sido publicada em Fl. Tarn Garonne 19. 1847.

## Portugal
Trata-se de uma espécie presente no território português, nomeadamente em Portugal Continental, no Arquipélago dos Açores e no Arquipélago da Madeira.
Em termos de naturalidade é nativa de Portugal Continental e Arquipélago da Madeira e introduzida no arquipélago dos Açores.

## Protecção
Não se encontra protegida por legislação portuguesa ou da Comunidade Europeia.